# Батиньяни, Фаусто
Фа́усто Батинья́ни (исп. и итал. Fausto Batignani; 2 июля 1903, Монтевидео — 2 ноября 1975) — уругвайский футболист, вратарь. Олимпийский чемпион 1928 года (на турнире не играл), чемпион Южной Америки 1926 года.

## Биография
Фаусто Батиньяни почти всю свою карьеру провёл в составе одного клуба, «Ливерпуля» из Монтевидео, поэтому на клубном уровне он так и не сумел стать чемпионом Уругвая. В 1920-е годы Фаусто был одним из лучших вратарей в стране, однако ему приходилось конкурировать с такими звёздами, как Андрес Масали. В 1933 году выступал за «Пеньяроль», но этому гранду уругвайского футбола в том сезоне не удалось стать чемпионом.
Батиньяни дебютировал за сборную Уругвая 23 сентября 1922 года на чемпионате Южной Америки, который проходил в Бразилии. Не в последнюю очередь благодаря его вдохновенной игре уругвайцы стали самой малопропускающей командой на турнире. В первой игре «Селесте» обыграла сборную Чили 2:0, во второй — сыграла вничью с хозяевами первенства, Бразилией 0:0. Даже ничья в третьем матче с Парагваем лишала бразильцев шансов выиграть домашний чемпионат. Но безобразное судейство бразильского арбитра привело к тому, что Парагвай выиграл эту встречу и уругвайцы досрочно покинули чемпионат. Бразилия выиграла свой матч у Аргентины 2:0 и сравнялась с Уругваем по числу очков, в то время как против самого Парагвая в игре с Аргентиной травлю устроил другой бразильский арбитр — парагвайцы досрочно покинули поле в знак протеста. Таким образом, все три команды набрали по 4 очка, и должен был играться «золотой матч» между Уругваем и Бразилией. Но поскольку уругвайцы уже покинули турнир, в «золотом матче» Бразилия обыграла Парагвай и всё же стала чемпионом континента.
Однако Батиньяни всё же сумел стать чемпионом Южной Америки спустя 4 года, когда на турнире в Сантьяго смог выиграть конкуренцию у Масали и стать основным вратарём. Уругвай выиграл все 4 встречи с общей разницей мячей 17:2. Оба мяча Батиньяни пропустил после пенальти — от Чили (3:1) и Парагвая (6:1), причём автор гола в его ворота Мануэль Флейтас Солич спустя 2 минуты не смог переиграть вратаря во втором подряд пенальти, пробив в крестовину ворот.
В 1928 году Батиньяни отправился на Олимпийские игры в Амстердам уже в качестве дублёра Масали. Он не провёл на турнире ни одного матча, но также выиграл золотую медаль. Последний матч за «Селесте» Фаусто провёл 21 сентября того же 1928 года, когда в Монтевидео уже двукратные Олимпийские чемпионы сыграли вничью в товарищеском матче против своих недавних соперников по Олимпийскому финалу, сборной Аргентины (2:2). Всего за сборную Батиньяни в 11 матчах пропустил 6 мячей.
Перед чемпионатом мира 1930 года у Альберто Суппичи был выбор из четырёх вратарей на два места в заявке. Был отчислен из команды Андрес Масали за нарушение спортивного режима. Место основного вратаря занял Энрике Бальестерос. А из двух дублёров выбор между Батиньяни и Мигелем Капуччини был сделан в пользу вратаря «Пеньяроля».
Фаусто Батиньяни завершил карьеру после 1932 года. Умер 2 ноября 1975 года в возрасте 72 лет.

## Титулы и достижения
- Олимпийский чемпион (1): 1928
- Чемпион Южной Америки (1): 1926